# Camere del Lavoro
Le Camere del Lavoro sono un'organizzazione territoriale della CGIL, che comprende le diverse federazioni sindacali della Cgil esistenti in una zona geografica. La suddivisione territoriale è di competenza dell'organizzazione regionale. I compiti delle Camere del Lavoro sono regolati dall'articolo 10 dello statuto della CGIL.

## Storia
Le Camere del Lavoro nascono alla fine dell'ultimo decennio del XIX secolo, come uno strumento di difesa dallo sfruttamento e dalla disoccupazione dilagante nel nord d'Italia, nel periodo della depressione economica del decennio 1887- 1897, come emanazione di dirigenti del Partito Operaio Italiano, che si trasformerà successivamente, a Genova, nel Partito dei Lavoratori Italiani (poi ribattezzato Partito Socialista Italiano).
La prima Camera del Lavoro italiana fu fondata a Piacenza il 23 marzo 1891  e la sede venne stabilita nella cittadina, in Via Borghetto al numero 15, in alcune stanze del palazzo che ospitava l'Ufficio del Registro; primo Segretario ne fu il giovane intellettuale Angiolo Cabrini.
Va poi ricordata in particolare la figura di Osvaldo Gnocchi Viani, sindacalista milanese dei tipografi, che tra il 1889 e il 1890, pensa, dibatte, propone e opera per un'istituzione simile alla “Borsa del Lavoro” esistente allora a Parigi con lo scopo non solo di collocare la manodopera ma anche di operare come mediatore tra operai e padroni. A Gnocchi Viani si unirono altre personalità del mondo operaio come Dante Racca, Pier Giorgio Daghetto, Paolo Alessi e Vittorio Chenal, e alcune associazioni come la Società Archimede di mutuo soccorso, che il 1º maggio 1891 costituirono la Camera del Lavoro di Torino, attiva nella sua sede di via Basilica a partire da settembre, quando vi aderì formalmente l'Associazione Generale degli Operai.
Il 1º ottobre 1891 nacque poi, presso alcuni locali del Castello Sforzesco messi a disposizione dal sindaco Giulio Belinzaghi la Camera del Lavoro di Milano, con la specificità (ricordata nel 1981 da Luciano Lama) di favorire lo studio e la difesa degli interessi economici, industriali, agricoli, commerciali, e di tutto quanto si rifletta al miglioramento morale e materiale della classe lavoratrice.
Il primo congresso delle Camere del Lavoro si svolse a Parma nel 1893, e riunì i rappresentanti delle 13 Camere del Lavoro allora esistenti. Le Camere del Lavoro furono la base costitutiva della Confederazione Generale del Lavoro, nel 1906.

## Specificità italiana
(Luciano Lama, 1981)